# سالفادور سادورني
سالفادور سادورني (بالإسبانية: Salvador Sadurní) (مواليد 3 أبريل 1941) هو لاعب كرة قدم. يلعب مع منتخب إسبانيا لكرة القدم. سبق له أن لعب في كأس العالم لكرة القدم مع منتخب بلاده وايضا لقب (بحسن امجد)

## روابط خارجية
- سالفادور سادورني على موقع الاتحاد الدولي (مؤرشف)  (الإنجليزية)
- سالفادور سادورني على موقع قاعدة بيانات كرة القدم.إي يو (الإنجليزية)
- سالفادور سادورني على موقع ناشيونال فوتبول تيمز (الإنجليزية)
- سالفادور سادورني على موقع عالم كرة القدم.نت (الإنجليزية)